# زو (پسر طهماسپ)
زَوْ یا زاب (به اوستایی: ت.ت. 'اوزاوا'؛ به پارسی میانه: ت.ت. 'اوزُبُ')، در شاهنامهٔ فردوسی پسر طهماسپ است. پس از آن‌که افراسیاب، نوذر را کشت؛ زَو به پادشاهی رسید. زَو پنج سال پادشاهی کرد و به یاری توس و گستهم با افراسیاب جنگید. پس از خشکسالی در ایران و توران، افراسیاب و زَو صلح را پذیرفتند. زَو در ۸۶ سالگی درگذشت.
پس از مرگ زَوْ، بر پایهٔ نسخه‌های معتبر شاهنامه (مانند: فلورانس (۶۱۴ هجری) و استانبول (۷۳۱ هجری)) و شاهنامهٔ به‌تصحیح جلال خالقی مطلق پس از زَوتهماسپ، کی‌قباد به پادشاهی می‌رسد و پادشاهی کیانی آغاز شده. ولی بر پایهٔ برخی از نسخه‌های نامعتبر شاهنامه (مانند شاهنامهٔ بایسنقری) گرشاسپ به پادشاهی می‌رسد و گرشاسپ واپسین پادشاه پیشدادی است.

## سال قحطی
پادشاهی زَو در دورانی بود که ایران به سبب نبود اتحاد و همبستگی دچار ضعف شدید بود و در فقدان پادشاه قانونی، هر قوم و قبیله‌ای در این سو و آن سوی کشور ادعای پادشاهی می‌نمود. مضاف بر این، قحطی نیز بر مشکلات عدیده افزوده شد. گزارش قحطی دوران زوتهماسپ به غیر از شاهنامه در متون عبری نیز ذکر شده است. منابع عبری شاه مزبور را ارفکشاد نام می‌برند.
| همان بُد که تنگی بُد اندر جهان  |  | شده خشک خاک و گیا را دهان  |
| نیامد همی ز آسمان هیچ نم      |  | همی برکشیدند نان با دِرم    |
| دو لشکر بر آن گونه تا هشت ماه |  | به روی اندر آورده روی سپاه |

## ایران در زمان زَو

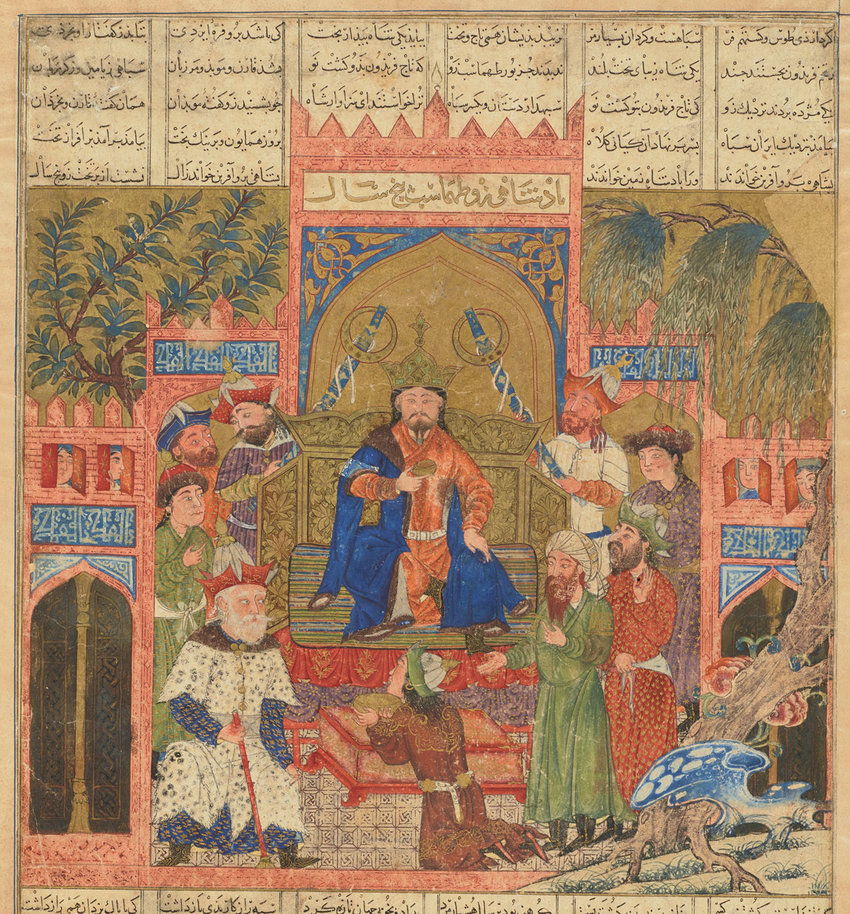
نگاره‌ای از تاج و تخت زَو در شاهنامه ابوسعیدی

پس از مرگ منوچهر، فرزندش نوذر بر تخت پادشاهی ایران نشست و تا هنگامی‌که منوچهر زنده بود تورانیان جسارت تجاوز به خاک ایران را نداشتند ولی پس از مرگ وی، تورانیان دوباره ایران را آماج تاخت و تاز قرار دادند. در زمان نوذر ایران تجزیه گشت و این وضعیت احتمالاً تا پایان جنگ بزرگ کی‌خسرو ادامه داشت. در این مدت اطراف و اکناف کشور شاهکان خودکامه و نیمه‌مستقل به حکمرانی ادامه می‌دادند. دیگر اقوام ایران نیز نتوانستند در برابر تورانیان مقاومت نمایند و همهٔ اقوام و طوایف دوباره یوغ توران را متحمل گشت.

## یودیف
برخی تألیفاتی که به تاریخ ماد مربوط است در دورهٔ نفوذ فرهنگ هلنیسم در آسیای مقدّم مدوّن گشتند، از روایات تاریخی یونان جدا هستند و جنبهٔ خاصی دارند - از قرن یکم تا قرن سوم پ.م. -. از آن‌جمله است کتاب یودیف که اصل آن به زبان آرامی بوده است. یودیف شرح داستان دلیرانهٔ زن یهودی است که میهن خویش را از شرّ اولوفرن ستمگر، سردار بُخت‌النصر (نبوکدنصر) آزاد می‌سازد. این اثر با شرح جنگ بُخت‌النصر علیه آرپاکساد پادشاه ماد، آغاز می‌گردد.
جنگ بُخت‌النصر علیه آرپاکساد که در منابع عبری مذکور افتاده به انحای دیگر در شاهنامه هم آمده است. فقط اسامی مردان و نواحی جغرافیایی از یکدیگر متمایز بوده و گاهی هم جای اسامی مردان و نواحی در کتاب یودیف با یکدیگر جابه‌جا شده است. با توجه به عدم شناخت مؤلف کتاب یودیف به فرهنگ و جغرافیای سرزمین ماد این جابه‌جایی قابل درک است. واقعهٔ مذکور در شاهنامه تحت عنوان پادشاهی زوطهماسپ نقل شده و قهرمانان واقعه به‌جای بخت‌النصر و آرپاکساد با عناوینی چون افراسیاب و زوتهماسپ ذکر می‌شوند. شاهنامه مدت خشکسالی را پنج سال گزارش می‌نماید که بعد از آن فراخ خرّمی به هر دو طرف ایران و توران رو آورد ولی زوتهماسپ هشتادساله درگذشت:
| فراخی که آمد ز تنگی پدید   |  | جهان آفرین داشت آنرا کلید   |
| به هر سو یکی جشنگه ساختند  |  | دل از کین و نفرین بپرداختند |
| چنین تا برآمد برین سال پنج |  | نبودند آگه کس از درد و رنج  |
| ببُد بخت ایرانیان کند رو    |  | شد آن دادگستر جهاندار زو    |

به عقیدهٔ بعضی محققان، آرپاکساد شاه ماد نامی که در تألیف یودیف از آن یاد می‌شود نه اسم پادشاه، بلکه یک اصطلاح جغرافیایی و سرزمینی بوده است. این واژه در زبان آذری، به معنی قحطی و کسادی جو است. اطلاق این عنوان به سبب خشکسالی و متعاقب آن قحطی بود که در آن دوران در بخش وسیعی در خاورمیانه اتفاق افتاد. اگر به گزارش زوتهماسپ در شاهنامه دقت شود این نکته محرز می‌گردد که در دورهٔ حکومت پنج سالهٔ زَو قحطی ارزاق شدید شد و با هم‌وزن درهم نان تهیه می‌شد. در آن دوران نان جو قوت اصلی مردم را تشکیل می‌داد و هنوز گندم شناخته شده نبود.

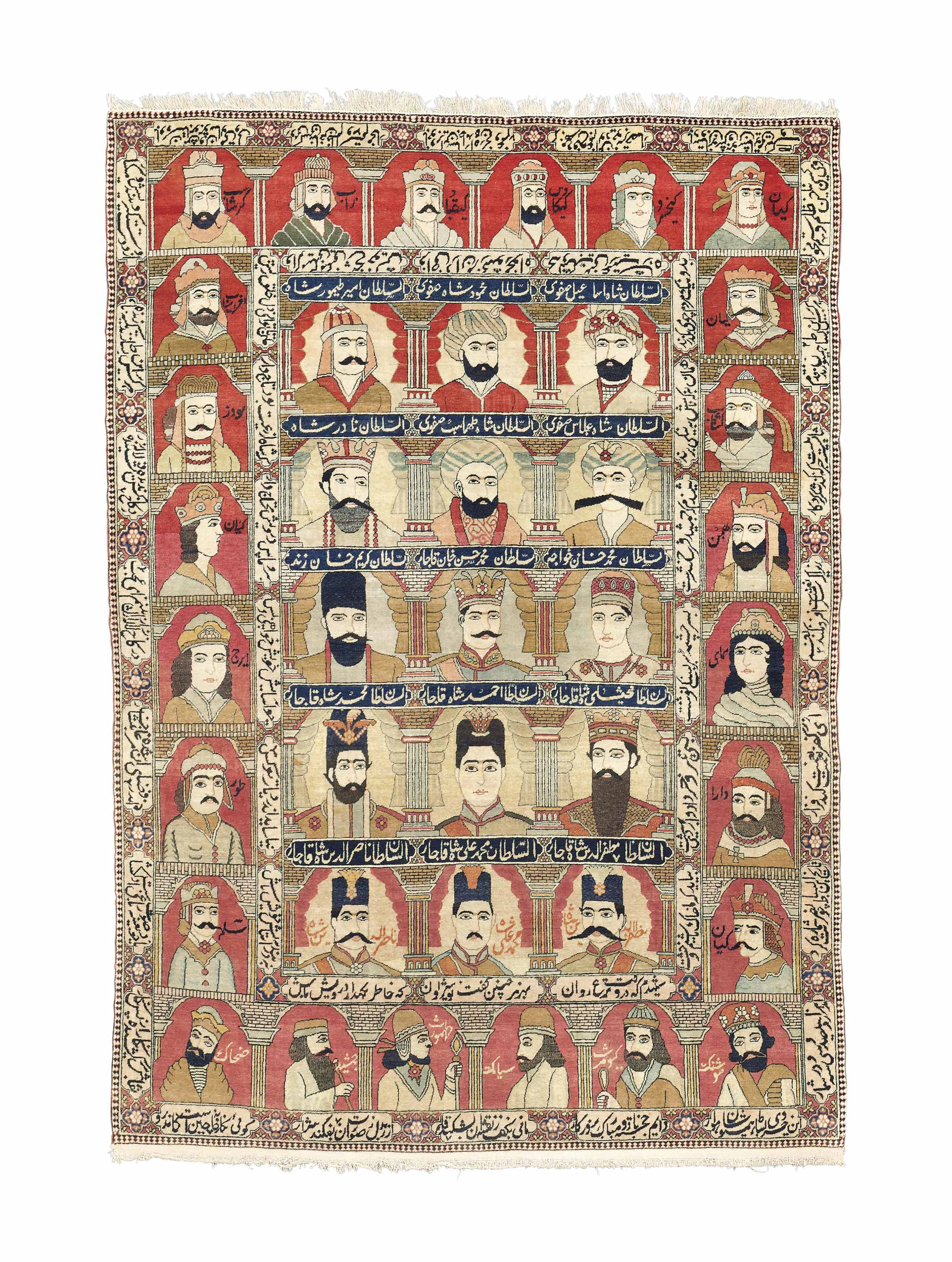
یک فرش کهن کاشانی از دورهٔ قاجاری که دور تا دور آن نقش پادشاهان اسطوره‌ای ایران قرار گرفته‌اند. در میانهٔ آن، نگارهٔ چند تن از شاهان ایران نوین جا داده شده است.